# ديفيد فنتون
ديفيد فنتون (بالإنجليزية: David Fenton)‏ هو شخصية أعمال أمريكي، ولد في 1982 في نيويورك في الولايات المتحدة.